# Reduit Tilly

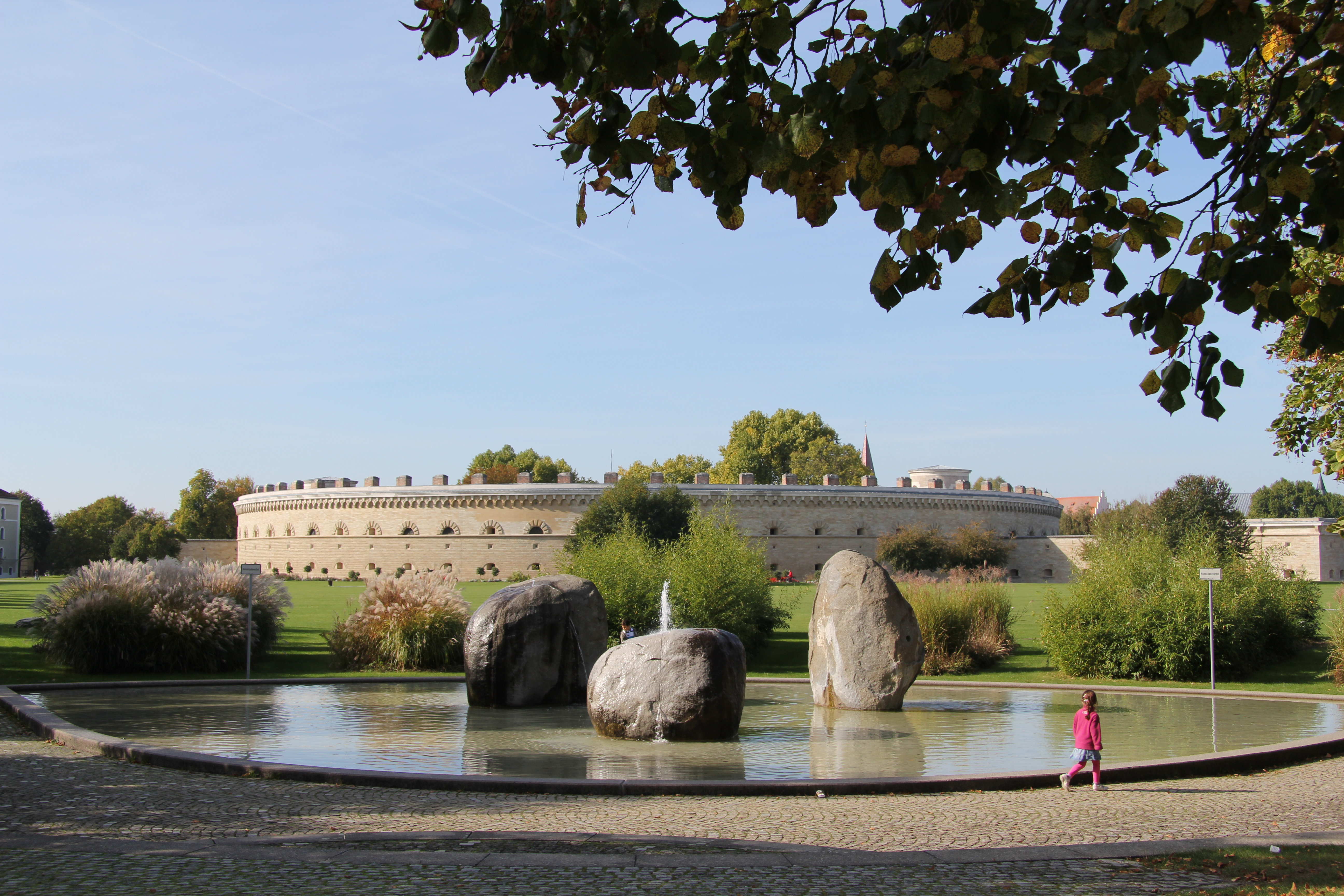
Reduit Tilly von Süden

Reduit Tilly im Zentrum des Brückenkopfes am Südufer der Donau (Plan der Landesfestung Ingolstadt von 1854)

Das Reduit Tilly  ist das Kernstück des Brückenkopfes  der Landesfestung Ingolstadt am südlichen Donauufer. Es wurde von 1828 bis 1841 unter König Ludwig I. nach Plänen seines Hofarchitekten Leo von Klenze und des Festungsbaumeisters Generalmajor und Chefs des Ingenieurkorps Michael von Streiter im klassizistischen Stil errichtet. Der zum Ufer hin von der sogenannten Infanteriemauer abgeschlossene, halbrunde zweigeschossige Bau sollte in seinen tonnenförmigen Kasematten Geschütze und Truppen aufnehmen. Er war auch dazu bestimmt, im Falle einer Invasion dem bayerischen Königshaus mitsamt der Kronjuwelen Zuflucht zu bieten. Ihm schließen sich seitlich zwei Flankenbatterien und die ovalen Festungsbauwerke Turm Triva und Turm Baur an.  Benannt ist er nach dem Feldherrn Bayerns im Dreißigjährigen Krieg, Johann T’Serclaes von Tilly. Im Zusammenhang mit der Landesgartenschau 1992 wurde das Reduit saniert und in den Klenzepark eingebunden. Heute beherbergt es die Dauerausstellung des Bayerischen Armeemuseums zum Ersten Weltkrieg.